# プラモート・ティーラウィワタナ
プラモート・ティーラウィワタナ（英語: Pramote Teerawiwatana、タイ語:  ปราโมทย์ ธีระวิวัฒน์、1967年6月14日 - 2012年10月4日）は、タイの男子バドミントン選手。BWF世界ランキングは最高1位。

## 経歴
シリポン・シリプールやサクラピー・トンサリ、テサナ・パンウィスワスとペアを組んで男子ダブルスで活躍。
アジア競技大会では2度の準優勝を達成。BWF世界ランキングでは、テサナ・パンウィスワスとのペアで1位を達成。